# Comuna Brîcikivka
Brîcikivka (în ucraineană Бричківка) este o comună în raionul Poltava, regiunea Poltava, Ucraina, formată din satele Brîcikivka (reședința), Hrînivka și Petrivka.

## Demografie
Componența lingvistică a comunei Brîcikivka
     Ucraineană (95,45%)
     Rusă (4,19%)
     Alte limbi (0,09%)
Conform recensământului din 2001, majoritatea populației comunei Brîcikivka era vorbitoare de ucraineană (95,45%), existând în minoritate și vorbitori de rusă (4,19%).